# 카운트다운

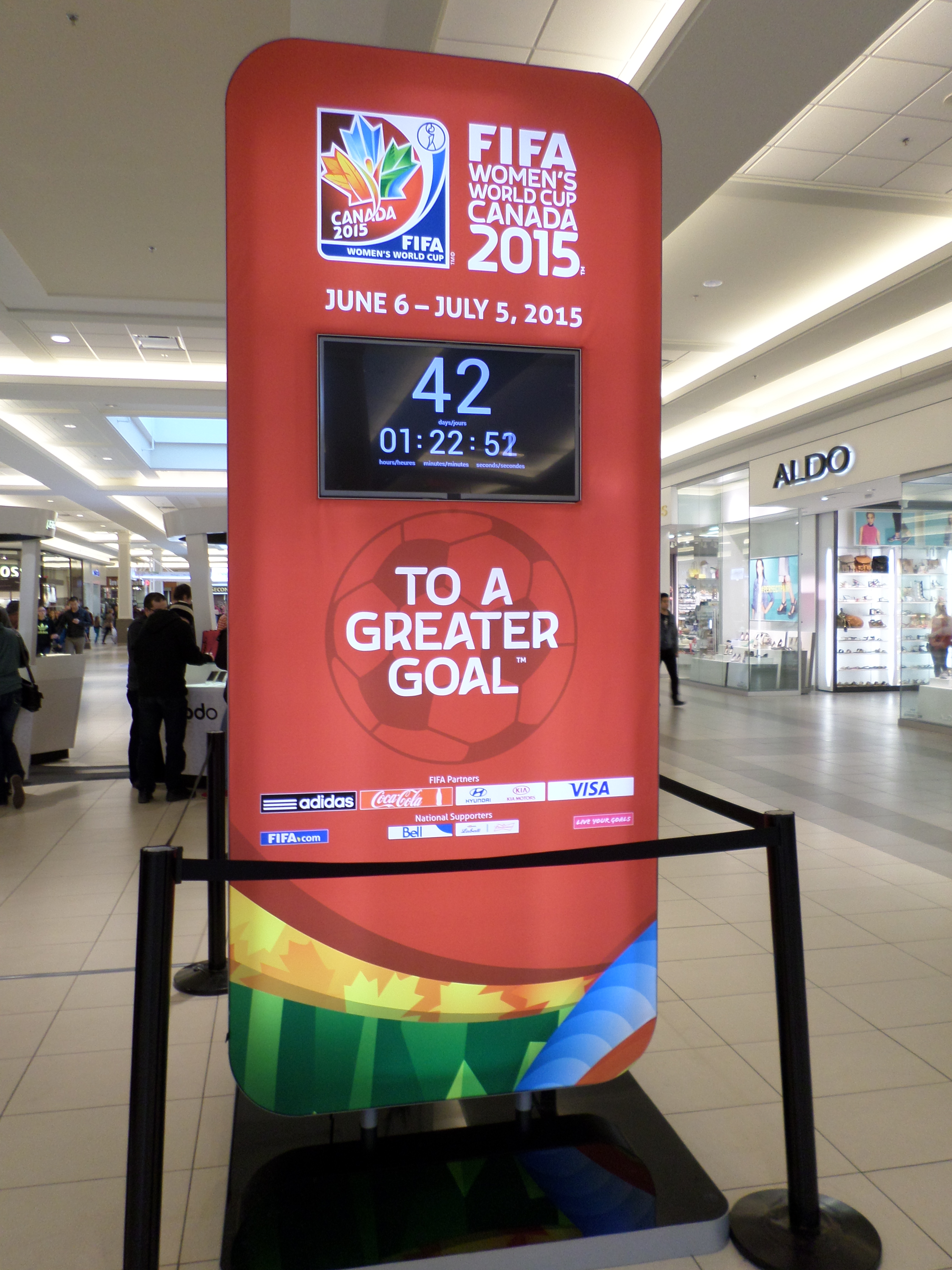
2015년 FIFA 여자 월드컵의 카운트다운.

카운트다운(영어: countdown)은 여러 가지 의미로 사용되는데, 로켓 등을 발사할 때, 숫자를 줄여가면서 세는 것을 카운트다운이라고 하며, 새해 첫 날과 같이 기다리는 이벤트가 있을 때 남은 시간을 표시하며 일·시·분·초를 0까지 거꾸로 세는 것도 카운트다운이라고 한다.

## 보드 게임의 초읽기
바둑이나 장기 등의 대국형 보드게임의 초읽기(秒읽기, 일본어: 秒読み 뵤요미[*], 중국어: 读秒 두먀오[*])는 한 플레이어의 기본 제한이 끝난 후에 주어지는 짧은 시간으로, 이 시간 안에 착수를 하도록 하는 것을 의미한다.

## 같이 보기
- 타이머
- 운명의 날 시계